# What Do I Have to Do?
What Do I Have to Do – singel australijskiej piosenkarki Kylie Minogue. Piosenka pochodzi z płyty Rhythm of Love z 1990 roku.

## Lista utworów
7" Single PWL 9031-73788-7	1990
1. What Do I Have To Do (7" Mix)		3:32
2. What Do I Have To Do (Instrumental)	3:47

CD single
1. What Do I Have To Do? (LP Version)
2. What Do I Have To Do? (Pumpin' Mix)
3. What Do I Have To Do? (Instrumental)

## Wyniki na Listach Przebojów
| Lista (1991)               | Pozycja na Liście |
| -------------------------- | ----------------- |
| Lebanon Singles Chart      | 1                 |
| Israel Singles Chart       | 3                 |
| UK Singles Chart           | 6                 |
| South Africa Singles Chart | 6                 |
| Ireland Singles Chart      | 7                 |
| Australia Singles Chart    | 11                |
| Germany Single Chart       | 48                |
| France Singles Chart       | 50                |
| Dutch Singles Chart        | 81                |